# Окьер, Йеппе
Йеппе О́кьер (дат. Jeppe Aakjær; 10 сентября 1866, Окьер, близ Скиве — 22 апреля 1930, Еуле, близ Скиве) — датский писатель, поэт.
Писал стихи и романы, произведения посвящены преимущественно Ютландии, сельской жизни.
Детство провёл на сельскохозяйственной ферме в Ютландии, хорошо зная тяжёлые условия жизни датского крестьянства.
В 1893 году женился на писательнице Марии Брегенталь. С 1895 года учился в Копенгагенском университете, работал корректором и позже журналистом. Член Социал-демократической партии Дании. С 1907 года жил на своей ферме Еуле (дат. Jenle).
Наиболее известные произведения Окьера — романы «Сын крестьянина» (1899) и «Дети гнева» (1904) о тяжёлой жизни крестьян. Роман «Дети гнева» вызвал широкий общественный резонанс в Дании и проведение социальных реформ.
Помимо романов писал стихотворения: сборники «В чистом поле» (1905), «Песни ржи» (1906), «Чернозём и руда» (1909), «Лето и луг» (1910), «Под вечерней звездой» (1927). Лирические стихи Окьера были положены в основу песен различных скандинавских композиторов XX века, стали народными песнями.